# Olympiakos Syndesmos Filathlōn Peiraiōs 2008-2009
Questa voce raccoglie le informazioni riguardanti l'Olympiakos Syndesmos Filathlon Peiraios nelle competizioni ufficiali della stagione 2008-2009. 

## Rosa
| N. |                      | Ruolo | Calciatore            |
| -- | -------------------- | ----- | --------------------- |
| 1  | Grecia (bandiera)    | P     | Leonidas Panagopoulos |
| 2  | Grecia (bandiera)    | D     | Chrīstos Patsatzoglou |
| 3  | Francia (bandiera)   | D     | Didier Domi           |
| 4  | Brasile (bandiera)   | D     | Leonardo              |
| 5  | Grecia (bandiera)    | D     | Georgios Galitsios    |
| 6  | Grecia (bandiera)    | C     | Ieroklīs Stoltidīs    |
| 7  | Argentina (bandiera) | C     | Luciano Galletti      |
| 8  | Spagna (bandiera)    | A     | Óscar                 |
| 9  | Serbia (bandiera)    | A     | Darko Kovačević       |
| 10 | Brasile (bandiera)   | A     | Diogo                 |
| 11 | Serbia (bandiera)    | C     | Predrag Đorđević      |
| 14 | Polonia (bandiera)   | D     | Michał Żewłakow       |
| 18 | Grecia (bandiera)    | D     | Paraskevas Antzas     |

| N. |                        | Ruolo | Calciatore             |
| -- | ---------------------- | ----- | ---------------------- |
| 19 | Grecia (bandiera)      | C     | Konstantinos Mendrinos |
| 20 | Brasile (bandiera)     | C     | Dudu                   |
| 21 | Grecia (bandiera)      | D     | Avraam Papadopoulos    |
| 22 | Grecia (bandiera)      | A     | Kostantinos Mitroglou  |
| 23 | Argentina (bandiera)   | C     | Sebastián Leto         |
| 25 | Argentina (bandiera)   | C     | Fernando Belluschi     |
| 27 | Inghilterra (bandiera) | A     | Matt Derbyshire        |
| 30 | Grecia (bandiera)      | D     | Anastasios Pantos      |
| 33 | Grecia (bandiera)      | C     | Ioannis Papadopoulos   |
| 35 | Grecia (bandiera)      | D     | Vasilīs Torosidīs      |
| 50 | Slovacchia (bandiera)  | P     | Pavel Kováč            |
| 71 | Grecia (bandiera)      | P     | Antōnīs Nikopolidīs    |
| 92 | Grecia (bandiera)      | D     | Kyriakos Papadopoulos  |